# Tutigaea brachytheciella
Tutigaea brachytheciella là một loài Rêu trong họ Hypnaceae. Loài này được (Broth. & Paris) Ando mô tả khoa học đầu tiên năm 1958.